# أوجيني بوشار
أوجيني بوشار (بالإنجليزية: Eugenie Bouchard)‏ مواليد 25 فبراير 1994 في مدينة مونتريال في كندا، هي لاعبة كرة مضرب كندية مُحترفة، أعلى تصنيف لها كان رقم.5 في (20 أكتوبر 2014) بعد وصولها لنهائي بطولة ويمبلدون 2014 وخسارتها من التشيكية بيترا كفيتوفا؛ وبذلك أصبحت أول كندية تصل لنهائي إحدى بطولات الجراند سلام في فردي السيدات.
كما وصلت لنصف نهائي بطولتي أستراليا المفتوحة 2014 وفرنسا المفتوحة 2014. كما فازت ببطولة ويمبلدون 2012 للشابات. وبعد نهاية سنة 2013 دخلت إلى منافسات المحترفات.

## السيرة الذاتية
ولدت يوجيني في مدينة مونتريال الكندية من والدها ميشيل بوشار وهو مصّرفي، وأمها جولي لوكلير. لديها أخت توأم بياتريس وهي أكبر بستة دقائق من يوجيني، كما لديها اثنين من الإخوة أصغر سناً شارلوت (مواليد 1995) ووليام (مواليد 1999).
بدأت بوشار لُعب كرة المضرب في سن الخامسة، وهي عضو في مركز التدريب الوطني لكرة المضرب الكندي في مونتريال. التحقت بالدراسة في مدينة ويسماونت. انتقلت مع والدتها إلى فلوريدا وعمرها 12 سنة، ليُدربها هناك نيك سافيانو. حيث التقت هُناك برفيقة طفولتها لورا روبسون.

## نهائيات الجراند سلام

### فردي السيدات: 1 (1 وصيفة)
| اللقب | السنة | البطولة  | السطح | الخصم         | النتيجة  |
| ----- | ----- | -------- | ----- | ------------- | -------- |
| وصيفة | 2014  | ويمبلدون | عشبي  | بيترا كفيتوفا | 3–6, 0–6 |

## روابط خارجية
- أوجيني بوشار على موقع رابطة محترفات التنس (الإنجليزية)
- أوجيني بوشار على موقع الاتحاد الدولي لكرة المضرب (الإنجليزية)
- أوجيني بوشار على موقع كأس بيلي جين كينغ (الإنجليزية)
- أوجيني بوشار على موقع خلاصة التنس.كوم (الإنجليزية)
- أوجيني بوشار على موقع إي إس بي إن.كوم (الإنجليزية)
- أوجيني بوشار على موقع أوليمبيديا (الإنجليزية)
- أوجيني بوشار على موقع اللجنة الأولمبية الكندية (الإنجليزية)